# Luis Fernando Martinez
Luis Fernando Martinez, eller endast Martinez, född den 21 april 1980 i Magda, är en brasiliansk före detta fotbollsspelare.